# 日本ミステリー文学大賞
日本ミステリー文学大賞（にほんみすてりーぶんがくたいしょう）は光文文化財団が主催する賞である。推理小説の発展に貢献のあった作家・評論家に贈られ、受賞者には正賞のシエラザード像と副賞の賞金300万円が与えられる。日本推理小説界における功労賞の役割を持つ。贈呈式は毎年3月に行われる。
同財団の主催するミステリーの賞にはほかに、長編ミステリーを公募する日本ミステリー文学大賞新人賞がある。
存命の作家・評論家に贈られるのが普通だが、2003年には前年に亡くなった鮎川哲也、2014年には前年に亡くなった連城三紀彦に特別賞が贈られた。

## 受賞者一覧
年は贈呈式の行われる年。受賞者の発表はその前年。
| 回（年）             | 受賞者                      | 選考委員                                           |
| -------------------- | --------------------------- | -------------------------------------------------- |
| 第1回（1998年贈呈）  | 佐野洋                      | 五木寛之、小松左京、田辺聖子、土屋隆夫、都筑道夫   |
| 第2回（1999年贈呈）  | 中島河太郎                  | 五木寛之、小松左京、田辺聖子、土屋隆夫、都筑道夫   |
| 第3回（2000年贈呈）  | 笹沢左保                    | 五木寛之、小松左京、佐野洋、都筑道夫               |
| 第4回（2001年贈呈）  | 山田風太郎                  | 五木寛之、小松左京、佐野洋、都筑道夫               |
| 第5回（2002年贈呈）  | 土屋隆夫                    | 阿刀田高、権田萬治、佐野洋、皆川博子               |
| 第6回（2003年贈呈）  | 都筑道夫、特別賞 鮎川哲也   | 阿刀田高、権田萬治、佐野洋、皆川博子               |
| 第7回（2004年贈呈）  | 森村誠一                    | 阿刀田高、北方謙三、権田萬治、皆川博子             |
| 第8回（2005年贈呈）  | 西村京太郎                  | 阿刀田高、北方謙三、権田萬治、皆川博子             |
| 第9回（2006年贈呈）  | 赤川次郎                    | 阿刀田高、北方謙三、権田萬治、森村誠一             |
| 第10回（2007年贈呈） | 夏樹静子                    | 阿刀田高、北方謙三、権田萬治、森村誠一             |
| 第11回（2008年贈呈） | 内田康夫                    | 阿刀田高、逢坂剛、権田萬治、森村誠一               |
| 第12回（2009年贈呈） | 島田荘司                    | 阿刀田高、逢坂剛、権田萬治、森村誠一               |
| 第13回（2010年贈呈） | 北方謙三                    | 阿刀田高、逢坂剛、権田萬治、森村誠一               |
| 第14回（2011年贈呈） | 大沢在昌                    | 阿刀田高、逢坂剛、権田萬治、森村誠一               |
| 第15回（2012年贈呈） | 高橋克彦                    | 大沢在昌、権田萬治、西村京太郎、森村誠一           |
| 第16回（2013年贈呈） | 皆川博子                    | 大沢在昌、権田萬治、西村京太郎、森村誠一           |
| 第17回（2014年贈呈） | 逢坂剛                      | 大沢在昌、権田萬治、西村京太郎、森村誠一           |
| 第18回（2015年贈呈） | 船戸与一、特別賞 連城三紀彦 | 大沢在昌、権田萬治、西村京太郎、森村誠一           |
| 第19回（2016年贈呈） | 北村薫                      | 大沢在昌、権田萬治、西村京太郎、東野圭吾、森村誠一 |
| 第20回（2017年贈呈） | 佐々木譲                    | 大沢在昌、権田萬治、西村京太郎、東野圭吾、森村誠一 |
| 第21回（2018年贈呈） | 夢枕獏                      | 逢坂剛、権田萬治、西村京太郎、東野圭吾             |
| 第22回（2019年贈呈） | 綾辻行人、特別賞 権田萬治   | 赤川次郎、逢坂剛、西村京太郎、東野圭吾             |
| 第23回（2020年贈呈） | 辻真先                      | 赤川次郎、逢坂剛、佐々木譲、東野圭吾               |
| 第24回（2021年贈呈） | 黒川博行                    | 赤川次郎、逢坂剛、佐々木譲、東野圭吾               |
| 第25回（2022年贈呈） | 小池真理子                  | 赤川次郎、逢坂剛、佐々木譲、東野圭吾               |
| 第26回（2023年贈呈） | 有栖川有栖                  | 赤川次郎、逢坂剛、佐々木譲、東野圭吾               |
| 第27回（2024年贈呈） | 今野敏                      | 赤川次郎、綾辻行人、逢坂剛、佐々木譲、東野圭吾     |
| 第28回（2025年贈呈） | 東野圭吾                    | 赤川次郎、綾辻行人、逢坂剛、佐々木譲               |